# روبرت گوستافسون
روبرت گوستافسون (سوئدی: Robert Gustafsson؛ زادهٔ ۲۰ دسامبر ۱۹۶۴) یک بازیگر و کمدین اهل سوئد است.
از فیلم‌ها یا سریال‌های تلویزیونی که وی در آن نقش داشته‌است، می‌توان به پیرمرد صدساله‌ای که از پنجره فرار کرد و ناپدید شد، پیرمرد صدساله‌ای که فلنگ را بست و ناپدید شد و گزارش به خداوند اشاره کرد.